# فردریش گوستاو کارل امیل ارلنمایر
فردریش گوستاو کارل امیل ارلنمایر (آلمانی: Friedrich Gustav Carl Emil Erlenmeyer؛ ۱۴ ژوئیهٔ ۱۸۶۴ – ۸ فوریهٔ ۱۹۲۱) شیمیدان اهل آلمان بود که بیشتر به خاطر کشف سنتز آزلاکتون و آمینو اسید ارلنمایر–پلوکل شناخته می‌شود.